# فرانسوا بوراسا (سياسي)
فرانسوا بوراسا هو سياسي كندي، ولد في 5 يونيو 1813، وتوفي في 13 مايو 1898 في مونتيريجي في كندا. نشط حزبياً في الحزب الليبرالي الكندي. وقد انتخب عضو مجلس العموم الكندي.